# گواهینامه مؤسسه تخصصی لینوکس
گواهینامهٔ بنیاد حرفه‌ای لینوکس (به انگلیسی: Linux Professional Institute Certification) یا LPIC، یک گواهینامهٔ معتبر در زمینهٔ لینوکس است که توسط نماینده‌های بنیاد حرفه‌ای لینوکس (به انگلیسی: Linux Professional Institute) در سراسر جهان برگزار می‌گردد.
هدف گواهینامهٔ بنیاد حرفه‌ای لینوکس تأیید صلاحیت متخصصین فناوری اطلاعات در زمینهٔ سیستم‌عامل لینوکس و ابزارهای مرتبط با آن است. این مدرک وابسته به توزیع خاصی نیست و با توجه به استاندارد اصلی لینوکس و سایر استانداردها و قراردادهای مرتبط طراحی شده‌است.

## گواهینامه‌ها
گواهینامه‌های LPIC در چند سطح مختلف قابل دریافت است. تصمیم اینکه کدام یک از وظایف در هر سطح قرار گیرد توسط ارزیابی «آنالیز وظایف شغلی» (به انگلیسی: Job Task Analysis) صورت گرفته‌است. برای هر یک از مراحل طراحی امتحانات، «آنالیز وظایف شغلی» از طریق مراحل هوش‌سنجی شناخته شده انجام گرفته‌است تا ارتباط و کیفیت بالای آن تضمین شود.

## گواهینامهٔ مدیریت سطح پایین لینوکس (LPIC-1)
گواهینامهٔ مدیریت سطح پایین لینوکس (به انگلیسی: Junior Level Linux Certification) اولین گواهینامه از این سری می‌باشد که اولین بار در ۱۱ ژانویه ۲۰۰۰ برگزار شد، و آخرین بازبینی بر روی آن در سال ۲۰۰۹ صورت گرفته‌است. برای دریافت این گواهینامه، قبولی در دو آزمون ۱۰۱ و ۱۰۲ این مؤسسه ضروری‌ست. شرکت در این امتحان پیش‌نیاز خاصی ندارد.
توانایی‌های مورد نیاز:
1. کار با ترمینال لینوکس
2. انجام وظایف مدیریتی ساده همچون کمک به کاربران و اضافه کردن کاربر به سیستم، ایجاد و بازیابی پشتیبان و نیز خاموش و روشن‌کردن سیستم.
3. نصب و تنظیم یک ایستگاه کاری (به همراه X) و اتصال آن به شبکۀ محلی یا یک رایانهٔ شخصی به اینترنت.[۲]
4. درک معماری لینوکس

## مدیریت سطح پیشرفته لینوکس (LPIC-2)
اولین انتشار آن مربوط به ۲۹ نوامبر سال ۲۰۰۱ و آخرین بازنگری در آن در اول آپریل سال ۲۰۰۹ صورت گرفت.

برای دریافت گواهینامه مؤسسه تخصصی لینوکس سطح دو، واجدین شرایط می‌بایست از دو آزمون شماره ۲۰۱ و ۲۰۲ با موفقیت عبور کنند. این آزمون‌ها می‌توانند به ترتیب دلخواه گرفته شوند اما واجدین شرایط می‌بایست پیش از آن، گواهینامه مؤسسه تخصصی لینوکس سطح یک را با موفقیت پشت سر گذاشته باشند.

اهداف:
- مدیریت ایستگاه‌های کوچک تا متوسط که دارای سرورهای لینوکس و مایکروسافت هستند.
- مشاوره به مدیران سطح بالاتر.

سرفصل‌های آزمون ۲۰۱:
- برنامه‌ریزی ظرفیت Capacity Planning
- هستهٔ لینوکس (شخصی‌سازی و کامپایل مجدد)
- روند بوت سیستم و پیکربندی بوت‌لودر
- آشنایی با فایل سیستم‌ها و سرویس Udev
- مدیریت پیشرفتهٔ تجهیزات ذخیره‌سازی
- پیکربندی و عیب یابی شبکه
- نگهداری و پشتیبانی سیستم

سرفصل‌های آزمون ۲۰۲:
- پیکربندی DNS
- سرویس‌های تحت وب
- اشتراک گذاری فایل در شبکه، SAMBA و NFS
- پیکربندی Mail Server
- مدیریت کلاینت در شبکه
- امنیت سیستم

## مدیریت سطح بالای لینوکس (LPIC-3)
برنامه گواهینامه LPIC-3 بیانگر حد اعلی برنامه گواهینامه LPI است. LPIC-3 برای «مرحله سرمایه گذاری» حرفه ای‌های لینوکس طراحی شده‌است. LPIC-3 از تنها یک امتحان برای نقش «هسته» LPIC-3 تشکیل شده‌است. تعدادی از امتحانات تخصصی به عنوان نقشهای اضافی در راس گواهینامه «هسته» LPIC-3 پیشنهاد شده‌است. تخصصهای پیشنهاد شده شامل موارد ذیل است: محیط آمیخته، امنیت، قابلیت دسترسی بالا و مجازی سازی، وب و اینترانت ، نامه و پیام رسانی. اولین نقش تخصصی این چنینی «محیط آمیخته» در ژانویه ۲۰۰۷ در دسترس قرار گرفت و امنیت در فوریه ۲۰۰۹ منتشر شد.
پیش نیازها: برای دریافت گواهینامه LPIC-3 شما باید یک گواهینامه LPIC-2 فعال داشته باشید، اما ممکن است شما امتحانات LPIC-2 و LPIC-3 را بدون هیچ ترتیبی بگیرید. هسته - گذراندن امتحان ۳۰۱. تخصص - گذراندن امتحان ۳۰۱ و هر یک از امتحانات LPI 302-306 برای دریافت گواهینامه تخصصی مربوطه. هم‌اکنون سایت LPI اهداف سه نقش تخصصی ۳۰۲، ۳۰۳ و ۳۰۴ را لیست کرده‌است. امتحان ۳۰۴ مجازی سازی است. هم‌اکنون سایت LPI یک تاریخ انتشار برای دیگر نقشها را لیست نکرده‌است.